# How I'm Feeling
How I'm Feeling  (cách điệu hóa ~ how i'm feeling ~) là album phòng thu đầu tay của ca sĩ người Mỹ Lauv. Nó được phát hành vào ngày 6 tháng 3 năm 2020. Để quảng bá cho album này Lauv đã khởi động tour diễn How I Feeling, bắt đầu vào ngày 5 tháng 10 năm 2019. Những khách mời đặc biệt cho chuyến lưu diễn bao gồm bülow, Chelsea Cutler và Carlie Hanson. Anh ấy sẽ được hỗ trợ bởi ca sĩ người Mỹ mxmtoon trong các show diễn tại Châu Á vào mùa hè năm 2020.

## Ảnh bìa
Ảnh bìa của album được mô tả bằng các phiên bản thu nhỏ của Lauv đứng và ngồi trên anh ấy trong khi đang mặc các trang phục đầy màu sắc. Theo Lauv, những nhân vật này "được đại diện bởi các màu sắc: màu tím (Lauv tiêu cực), xanh dương (Lauv lãng mạn vô vọng), xanh lá cây (Lauv hài hước), vàng (Lauv tích cực), cam (Lauv fuckboy) và đỏ (Lauv nóng tính), tất cả những nhân vật trên góp phần tạo nên tính cách của anh ấy."  MV của ca khúc "Sims" đã "đưa ra ý tưởng chủ đạo của album và lần đầu tiên đưa các nhân vật của anh ấy vào cuộc sống",  và cho phép người xem có được cái nhìn thoáng qua về tâm hồn của Lauv và hiểu được ý tưởng chủ đạo của album.

## Đánh giá đáng chú
| Đánh giá chuyên môn  | Đánh giá chuyên môn |
| Điểm trung bình      | Điểm trung bình     |
| Nguồn                | Đánh giá            |
| -------------------- | ------------------- |
| AnyDecentMusic?      | 7.1/10              |
| Metacritic           | 67%                 |
| Nguồn đánh giá       |                     |
| Nguồn                | Đánh giá            |
| DIY                  | [ 8 ]               |
| Exclaim!             | 9/10                |
| The Line of Best Fit | 8.5/10              |
| NME                  | [ 11 ]              |
| Pitchfork            | 5.1/10              |

How I'm Feeling nhận được các nhận xét tích cực đến từ các nhà phê bình âm nhạc. Tại trang Metacritic, album nhận được xếp hạng bình thường trong số 100 đánh giá từ các ấn phẩm chính thống, album đã nhận được số điểm trung bình là 67, dựa trên sáu đánh giá, cho thấy "album nhìn chung được đánh giá có triển vọng".  How I'm Feeling được khen ngợi về chủ đề chung của album và âm thanh sắc nét, tươi mới của nó nhưng nhiều nhà phê bình cũng lưu ý rằng album quá dài và đôi khi khiến người nghe cảm thấy nông cạn và nhạt nhẽo.

## Danh sách bài hát
| How I'm Feeling  | How I'm Feeling                           | How I'm Feeling                                                                  | How I'm Feeling                       | How I'm Feeling |
| STT              | Nhan đề                                   | Sáng tác                                                                         | Sản xuất                              | Thời lượng      |
| ---------------- | ----------------------------------------- | -------------------------------------------------------------------------------- | ------------------------------------- | --------------- |
| 1.               | "Drugs & the Internet"                    | Lauv Michael Pollack Jonathan Simpson Michael Matosic Jonathan Bellion           | Lauv Jon Bellion Simpson              | 2:58            |
| 2.               | "Fuck, I'm Lonely (featuring Anne-Marie)" | Leff Pollack Matosic                                                             | Lauv                                  | 3:18            |
| 3.               | "Lonely Eyes"                             | Leff Pollack Matosic Nick Long Stefan Johnson Jordan K. Johnson Marcus Lomax     | Lauv The Monsters & Strangerz         | 3:16            |
| 4.               | "Sims"                                    | Leff Pollack Matosic Brandon Lowry Simpson                                       | Lauv Simpson                          | 2:35            |
| 5.               | "Believed"                                | Leff Pollack Matosic Simpson                                                     | Lauv Simpson                          | 2:49            |
| 6.               | "Billy"                                   | Leff S. Johnson J. Johnson                                                       | Lauv Simpson The Monsters & Strangerz | 3:00            |
| 7.               | "Feelings"                                | Leff Pollack Andrea Rosario Lomax                                                | Lauv Simpson                          | 3:09            |
| 8.               | "Canada(featuring Alessia Cara)"          | Leff Alessia Cara Marshall Kenneth Vore Phoebe Bridgers Lomax                    |                                       | 3:04            |
| 9.               | "For Now"                                 | Leff Pollack Matosic Anthony Rossomando                                          | Lauv                                  | 3:09            |
| 10.              | "Mean It(với LANY)"                       | Leff Pollack Matosic Paul Klein John Hill Jordan Palmer                          | Lauv LANY Mike Crosseyz               | 3:52            |
| 11.              | "Tell My Mama"                            | Leff Caroline Furoyen S. Johnson J. Johnson Lomax                                |                                       | 2:46            |
| 12.              | "Sweatpants"                              | Leff Simpson                                                                     | Lauv Simpson                          | 3:16            |
| 13.              | "Who(feat. BTS)"                          | Leff Zaylee Kelman Daniel Seavey Corbyn Besson Jonah Marais Dallas Koelke        | Lauv Simpson The Monsters & Strangerz | 3:00            |
| 14.              | "I'm So Tired...(with Troye Sivan)"       | Leff Pollack Troye Sivan Brett McLaughlin Oscar Görres                           | Lauv Simpson Oscar Görres             | 2:42            |
| 15.              | "El Tejano(feat. Sofia Reyes)"            | Leff Pollack Charlie Guerrero Shari Shorte Sofia Reyes Ross Golan Johan Carlsson | Lauv Carlsson                         | 3:11            |
| 16.              | "Tattoos Together"                        | Leff Pollack Jacob Kasher Hindli Ammar Malik                                     | Lauv                                  | 3:06            |
| 17.              | "Changes"                                 | Leff Pollack Matosic                                                             | Lauv                                  | 2:40            |
| 18.              | "Sad Forever"                             | Leff Pollack Jacob Torrey Koelke                                                 | Lauv DallasK Halatrax                 | 3:23            |
| 19.              | "Invisible Things"                        | Leff Pollack S. Johnson J. Johnson                                               | Lauv Simpson The Monsters & Strangerz | 3:17            |
| 20.              | "Julia"                                   | Leff Pollack S. Johnson J. Johnson Lomax                                         | Lauv                                  | 3:38            |
| 21.              | "Modern Loneliness"                       | Leff Pollack Matosic Simpson Mike Elizondo                                       | Lauv Elizondo Simpson                 | 4:12            |
| Tổng thời lượng: | Tổng thời lượng:                          | Tổng thời lượng:                                                                 | Tổng thời lượng:                      | 66:21           |

Ghi chú
- "Fuck, I'm Lonely" và "I'm So Tired..." được cách điệu bằng cách viết thường.
- "Who" chỉ có Jimin và Jungkook của BTS góp giọng, không phải cả nhóm.

## Bảng xếp hạng
| Chart (2019–2020)                        | Peak position |
| ---------------------------------------- | ------------- |
| Album Úc (ARIA)                          | 5             |
| Album Áo (Ö3 Austria)                    | 10            |
| Album Bỉ (Ultratop Vlaanderen)           | 8             |
| Album Bỉ (Ultratop Wallonie)             | 75            |
| Album Canada (Billboard)                 | 11            |
| Album Đan Mạch (Hitlisten)               | 22            |
| Album Hà Lan (Album Top 100)             | 13            |
| Album Phần Lan (Suomen virallinen lista) | 44            |
| French Albums (SNEP)                     | 83            |
| Album Đức (Offizielle Top 100)           | 27            |
| Album Ireland (OCC)                      | 11            |
| Italian Albums (FIMI)                    | 82            |
| Latvian Albums (LAIPA)                   | 5             |
| Lithuanian Albums (AGATA)                | 4             |
| New Zealand Albums (RMNZ)                | 6             |
| Album Na Uy (VG-lista)                   | 29            |
| Album Bồ Đào Nha (AFP)                   | 31            |
| Album Scotland (OCC)                     | 37            |
| Album Tây Ban Nha (PROMUSICAE)           | 39            |
| Album Thụy Điển (Sverigetopplistan)      | 58            |
| Album Thụy Sĩ (Schweizer Hitparade)      | 21            |
| Album Anh Quốc (OCC)                     | 9             |
| Album Anh Quốc Independent (OCC)         | 7             |
| Album Hoa Kỳ Billboard 200               | 16            |
| Album Hoa Kỳ Independent (Billboard)     | 4             |

## Chứng nhận
| Quốc gia                                                                           | Chứng nhận | Số đơn vị/doanh số chứng nhận |
| ---------------------------------------------------------------------------------- | ---------- | ----------------------------- |
| Canada (Music Canada)                                                              | Vàng       | 40.000‡                       |
| * Chứng nhận dựa theo doanh số tiêu thụ. ^ Chứng nhận dựa theo doanh số nhập hàng. |            |                               |